# Visualizador de fotos de Windows
El Visualizador de fotos de Windows es un visor de imágenes desarrollado por Microsoft, incluido con Windows 7 y Windows 8. También se incluyó con Windows XP y Windows Server 2003 bajo el nombre de Visor de imágenes y fax de Windows. Fue reemplazado temporalmente por la Galería de Fotos de Windows en Windows Vista, pero ha sido restablecido en Windows 7. Este programa sucedió a Imaging para Windows. 
En Windows 10, el Visualizador de fotos de Windows se ha ocultado a favor de una aplicación de la Tienda Windows llamada Fotos, a pesar de que se puede recuperar mediante un ajuste del registro. Siempre y cuando el equipo no haya tenido una acción de downgrade, habiendo regresado a windows 10 desde la versión 11, en cuyo caso no será posible reactivar el Visualizador de fotos de Windows.
El Visualizador de fotos de Windows puede mostrar imágenes, presentar todas las imágenes de una carpeta como una presentación de diapositivas, reorientarlas en incrementos de 90°, imprimirlas tanto directamente, como por vía de un servicio de impresión en línea, enviarlas por correo electrónico o grabarlas en un disco. El Visualizador de fotos de Windows soporta imágenes en formato BMP, JPEG, JPEG XR (anteriormente HD Foto), PNG, ICO, GIF y TIFF.

Problemas conocidos: Es importante tener en cuenta que cuando se utiliza en Windows 10 puede haber problemas al cargar archivos JFIF, especialmente cuando son JFIF que tienen extensión .JPG.
El mensaje de error que arroja en estos casos es: "Visualizador de fotos de Windows no puede mostrar esta imagen porque es posible que el equipo no tenga suficiente memoria disponible. Cierre algunos programas que no use o, si el disco duro estuviera casi lleno, libere espacio en disco e inténtelo de nuevo."
El problema no tiene relación con ninguna de las razones mencionadas en el mensaje de error, es simplemente que el Visualizador de fotos de Windows no puede manejar apropiadamente los archivos JFIF, sin dudas es extremadamente más rápido que la aplicación Fotos que viene con Windows 10 pero tiene el problema antes mencionado.